# Tout compte fait (émission de télévision)
 (août 2016).
Si vous disposez d'ouvrages ou d'articles de référence ou si vous connaissez des sites web de qualité traitant du thème abordé ici, merci de compléter l'article en donnant les références utiles à sa vérifiabilité et en les liant à la section « Notes et références ».
Pour les articles homonymes, voir Tout compte fait.
Tout compte fait (stylisé Tøut Cømpte Fait) est une émission de télévision française hebdomadaire consacrée à des thèmes économiques, présentée par Julian Bugier et diffusée de 5 septembre 2015 à décembre 2020 sur France 2 tous les samedis à 14 h avant de basculer en seconde partie de soirée en 2021, à la suite de la titularisation du présentateur au 13 Heures.
L'objectif de l'émission est de faire "découvrir l'émergence d'une nouvelle économie qui bouscule toutes nos habitudes".

## Épisodes

### 2015
- Immobilier : propriétaires nouvelle génération
- Habitat partagé, bienvenue dans un monde appart’
- Maison en kit, immeuble conteneur : le nouvel habitat
- Economie du partage, la nouvelle révolution
- Ils ont passé une semaine en mode partage
- Überisation de la société : tous intermittents du travail ?
- Uber, Airbnb, Blablacar, nouvel eldorado ?
- La seconde vie des objets
- Quand la récup' devient du business
- Les bonnes affaires du marché de l’occasion
- Déco industrielle : ils changent l'acier en or
- Vers la fin du salariat - Tout Compte Fait
- Reconversion professionnelle : du rêve à la réalité
- Quand les ouvriers deviennent leur propre patron
- Demain, tous freelance ?
- La fin des banques - Tout Compte Fait
- Nickel, la petite banque qui nargue les grandes
- Prêts entre particuliers, tous banquiers ?
- Monnaies locales : elles dopent le petit commerce
- Le bonheur est dans le bio
- Sans gluten, effet de mode ?
- 10 jours, 100% bio
- Transport : la fin du chacun pour soi
- Covoiturage au quotidien
- Pontevedra : la ville sans voiture
- Autopartage : une réussite made in France
- Vacances : voyager autrement
- Apprendre un métier pendant ses vacances
- Quand le partage s'invite en vacances
- Vacances sur-mesure
- Une famille fait revivre des châteaux
- Le crowdfunding au chevet du patrimoine
- Madeleines "Jeannette", sauvées grâce aux dons
- Les Français au secours du patrimoine
- Le jeûne : de véritables bienfaits ?
- Quand les pharmacies se transforment en supermarchés
- Vers une santé TGV
- La santé à tout prix
- Vers la fin du plastique
- Objectif zéro déchet
- La révolution dans nos assiettes
- Compléments alimentaires : un marché en or
- Des fermes dans la ville
- Vers un monde sans viande
- Et si nous arrêtions de tout jeter ?
- Gaspillage : changer nos habitudes alimentaires ?
- Islande : le pays où l'électricité est presque gratuit
- Que valent les maisons basse consommation ?
- Un vent de révolution souffle en Bretagne
- Énergies de demain

### 2016
- Acheter sur internet, est-ce vraiment moins cher ?
- Déco, cadeaux, mode... C'est moi qui l'ai fait !
- Commerce : les nouvelles tendances de consommation
- Électroménager, high-tech : louer plutôt qu'acheter ?
- Valérie Orsoni : la reine du coaching minceur
- La nouvelle folie du coaching
- Les bracelets connectés sont-ils fiables ?
- Coaching à tout prix
- YouTube : dans les secrets d'une machine à cash
- YouTube, système D, applis : ils arrivent à gagner leur vie autrement
- Rendre service oui ! Mais à quel prix ?
- Restaurants clandestins : devine qui vient dîner ce soir ?
- Vivre vieux, vivre mieux
- Quand les seniors retournent au travail
- Les secrets de la médecine anti-âge
- Sun city : le paradis des seniors
- Ces robots humanoïdes qui changent la vie
- Imprimantes 3D, la nouvelle révolution industrielle
- Automatisation de la société
- Vers la fin des caissières ?
- Marinaleda, un village 100% autogéré
- Le tout gratuit : est-ce possible ?
- Les utopistes
- Le retour gagnant des légumes oubliés
- Bocaux en verre : ils ne sont plus ringards
- Nostalgie : quand le vintage fait vendre
- Le retour du vintage
- Soleil, plage, surf... et travail
- Le bonheur est-il possible au travail ?
- Le bonheur au travail
- Acheter un bateau à plusieurs
- Luxe, le nouveau marché de l’occasion
- Le nouvel Eldorado du luxe à domicile
- Le luxe à portée de tous
- Demain, tous promoteurs immobiliers
- Manger sain, oui mais à quel prix ?
- Savoir lire, écrire et coder
- La scène, une autre façon d’éduquer
- Écoles alternatives : une voie à suivre ?
- Apprendre autrement
- Comment La Poste invente les facteurs de demain
- Livraison : un monde en pleine révolution
- Repas livrés à domicile : un marché en plein boom
- Transport fluvial : les autoroutes du futur ?
- Méditation, quand on a besoin de dire stop
- Nous avons testé un stage de méditation
- La méditation : le nouveau filon du bien-être ?
- L'amour en ligne
- L'amour au bout du clic
- Quand le participatif s'invite au mariage
- Xavier Denamur : portrait d'un chef engagé
- Ces supermarchés qui défient la grande distribution
- Demain, tous végétariens ?
- Slowfood : le bonheur est dans nos assiettes
- Changer de vie
- Brésil : le nouvel eldorado des Français
- Tiny house : les maisons du changement
- Les citadins se mettent au vert
- Voyager autrement
- Ces blogueurs qui ont fait de leur vie un voyage
- Tourisme solidaire : une nouvelle vision du voyage
- Pourquoi l'animation française s'exporte si bien
- Ils partent à la recherche de la France authentique
- Jeans 100% français, le made in France qui marche
- Made in France : le patriotisme économique est-il bankable ?
- Le boom des glisses urbaines
- Voyager à vélo
- Les nouveaux modes de transport
- Loi Macron : à qui profite la guerre des cars ?
- Des auberges de jeunesse trois étoiles
- Les nouvelles solutions à la crise du logement
- J'habite dans un bureau
- Habitat groupé : partage à tous les étages
- Airbnb, l'autre visage d'un géant du partage
- Nature : le business des cabanes en bois
- Bienvenue à la ferme
- Nous avons testé un stage de survie
- Retournons à notre vraie nature
- L'incroyable résurrection des madeleines normandes
- Ils sauvent notre patrimoine grâce au partage
- Drôles de vacances sur un cargo
- Voyage au bout de la rue
- Touristes d’un nouveau genre
- La révolution de l’habitat
- Ithaca : bienvenue dans un écovillage
- J’habite une maison flottante
- Les superaliments pour rester jeune
- Raw Food : la mode du “manger cru”
- Des trésors dans nos poubelles
- Du luxe avec du vieux
- La révolution de la maison en carton
- Consommation : des produits pour la vie ?
- Les secrets de fabrication des produits garantis à vie
- Smartphones : comment les garder plus de 2 ans ?
- Parler à ses voisins et à sa mairie grâce à Internet
- Ma mairie est connectée
- Des réseaux de proximité pour une ville connectée
- Le transport selon Uber
- Plantes : les nouvelles recettes miracles ?
- Le boom des cosmétiques DIY
- Le curcuma pour lutter contre les maladies
- Peut-on se passer des supermarchés ?
- Rob Greenfield : l’homme qui défie les supermarchés
- Agriculture : le bonheur de la vente directe ?
- La France du Bon Coin
- Les cadeaux de Noël
- Dans les entrepôts du Père Noël
- Casques de réalité virtuelle, une révolution dans votre salon

### 2017
- Copenhague, le royaume du vélo
- Faut-il passer à la voiture électrique ?
- La fin de la voiture polluante
- Pop Up : la maison du futur ?
- Comment se chauffer sans se ruiner ?
- Chauffage : les techniques pour baisser sa facture
- Le Do It Yourself pour faire des économies
- La mode des vêtements faits maison
- La folie des tutoriels de bricolage
- Les incroyables pouvoirs des algues
- Du végétal pour notre alimentation
- Steak végétal : la nouvelle viande ?
- Plus de gaspillage avec le déstockage
- Noz, le géant du déstockage
- La fin du gaspillage alimentaire dans les supermarchés
- Habiter un lieu insolite
- Santé : vivre mieux pour moins cher ?
- Grenade, le nouveau remède anti-âge ?
- L'arnaque des dentistes low cost
- Agriculture : comment manger plus sain ?
- La Ruche qui dit Oui : géant de la vente directe
- Œufs : la fin des élevages en batterie ?
- BlaBlaCar à la conquête du Brésil
- BlaBlaCar : le covoiturage est-il vraiment sûr ?
- Covoiturage : dans les coulisses de Blablacar
- BlaBlaCar : les secrets du géant du covoiturage
- Immobilier : investir à moins de 20 000 euros, est-ce possible ?
- Faut-il passer à la banque en ligne ?
- Comment mieux gérer son argent ?
- Supermarchés : peut-on échapper à la malbouffe ?
- C’est qui le patron ? donne le pouvoir au consommateur
- Alimentation : que valent les produits du terroir ?
- Que valent les box cadeaux ?
- Commerce en ligne : fait-on toujours de bonnes affaires ?
- ManoMano, le géant du bricolage sur internet
- Les secrets des prix barrés
- Piscines en kit : est-ce vraiment un bon plan ?
- Faut-il finir sa maison soi-même ?
- Comment partir en vacances sans se ruiner ?
- Peut-on faire confiance aux agences de voyage en ligne ?
- Comment retrouver la ligne avant l'été ?
- Peut-on faire confiance aux agences de voyage en ligne ?
- Comment retrouver la ligne avant l'été ?
- Que valent les alternatives naturelles au sucre ?
- Substituts de repas : peut-on mincir en trois mois ?
- Maisons, piscines : faire soi-même pour payer moins cher ?
- Peut-on gagner de l’argent en sauvant la planète ?
- Ungersheim, la ville la plus écolo de France
- Vers la fin des factures d’électricité ?
- Peut-on faire confiance au bio ?
- Des produits bio gratuits... c'est possible !
- La face cachée de la viande bio
- Sport et loisirs : comment se faire plaisir à petits prix
- Ils transforment la boue en or - Tout Compte Fait
- Job de rêve : testeur de loisirs
- Que valent les salles de sport low cost ?
- Fabriquer ses meubles soi-même
- Faut-il se fier aux produits ménagers verts ?
- Maison : et si on changeait nos habitudes ?
- Vilcabamba, vallée de la vie éternelle ?
- Que valent les nouvelles destinations bien-être ?
- Ces villages vacances qui ont conquis la France
- Yard Sale : le plus grand vide-greniers du monde
- Des vêtements d’occasion qui ressemblent à du neuf
- Les miracles de l’occasion
- Vie privée : quand les marques vont trop loin
- Assurances : être pisté pour payer moins cher
- Harcèlement téléphonique : comment y échapper ?
- Le client est-il vraiment roi ?
- La tyrannie des avis sur Internet
- « Satisfait ou remboursé » : vraie promesse ou arnaque ?
- Les nouveaux acteurs du low cost
- Les nouvelles marques de déco low cost
- Que valent les lunettes low cost ?
- Anti-rhume : des médicaments pour rien ?
- Peut-on se passer des professionnels pour faire des économies ?
- Réparer soi-même sa voiture ou son électroménager
- Des diamants low cost pour Noël

### 2018
- Un Noël de luxe à petits prix
- Foie gras, caviar : un réveillon à petits prix sur internet ?

### 2019
- Prime-time le 29 août 2019[3]